# Drop bear

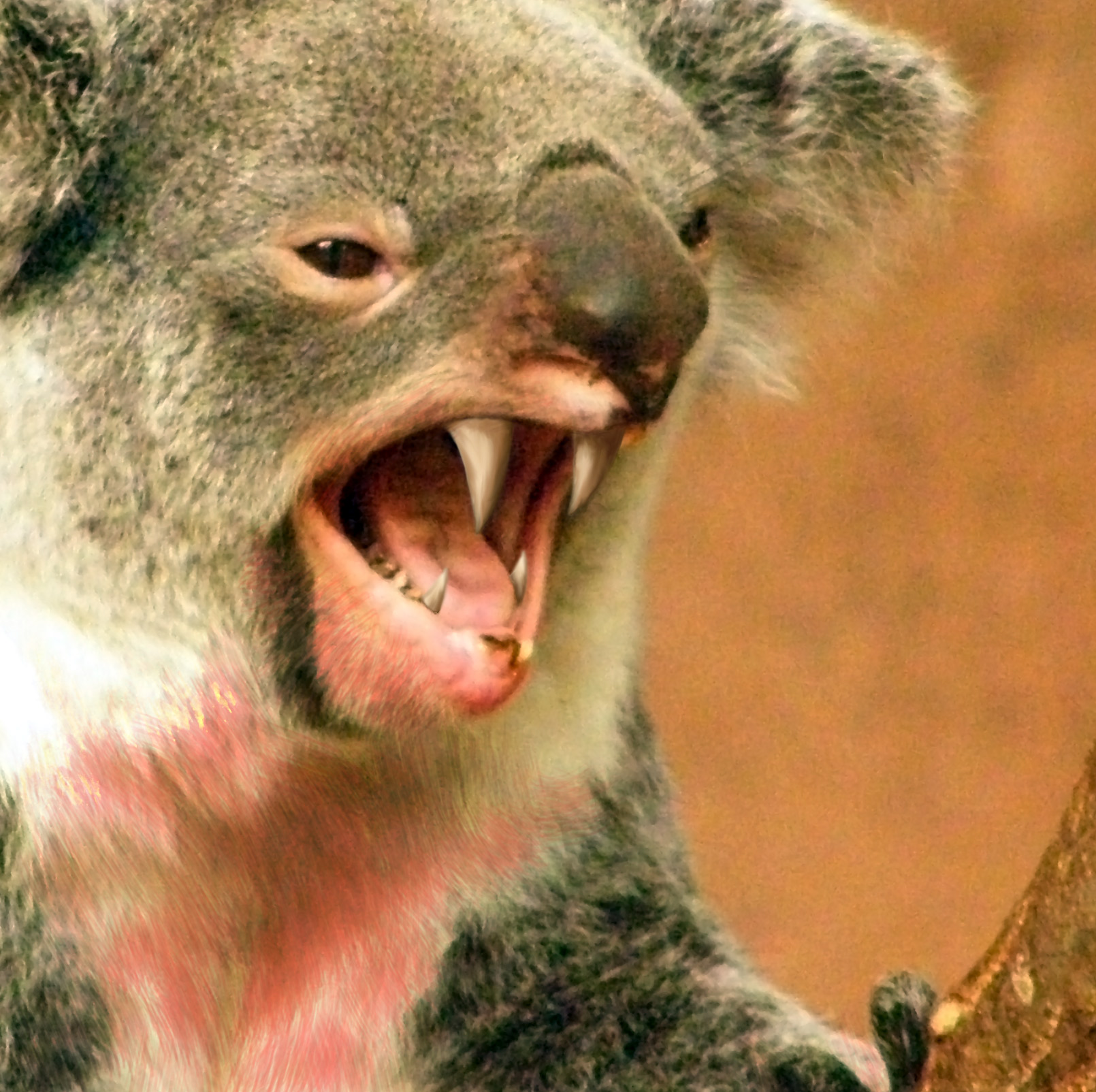
Rappresentazione artistica del Drop Bear

Il drop bear (nome scientifico di fantasia: Thylarctos plummetus) è un animale inventato nel folclore australiano moderno, si tratta di una versione carnivora del koala. Di questo animale immaginario si parla comunemente nei racconti pensati per spaventare i turisti.

## Leggenda
Le storie sui drop bear sono generalmente usate come scherzi intesi a spaventare e confondere le persone, come lo jackalope e i fearsome critters in Nord America. I turisti sono i principali bersagli di queste storie. Questi racconti sono spesso accompagnati da varie tattiche che servirebbero a "scoraggiare" gli attacchi dei Drop Bears: mettersi le forchette nei capelli, avere il dentifricio sparso nelle orecchie, parlare solo in inglese australiano.